# Trychosis gradaria
Trychosis gradaria är en stekelart som först beskrevs av Tschek 1871.  I den svenska databasen Dyntaxa används istället namnet Thrycosis gradaria. Enligt Catalogue of Life ingår Trychosis gradaria i släktet Trychosis och familjen brokparasitsteklar, men enligt Dyntaxa är tillhörigheten istället släktet Thrycosis och familjen brokparasitsteklar. Arten är reproducerande i Sverige. Utöver nominatformen finns också underarten T. g. nigroflagelata.